# Roberto Speranza
Roberto Speranza (Potenza, Italia, 4 de enero de 1979) es un político italiano del Partido Democrático.

## Biografía
Se graduó en la Facultad de Ciencias Políticas de la LUISS de Roma. Casado con Rosangela Cossidente, es padre de Michele Simon y Emma Iris.
En 2005 fue elegido como miembro del Consejo ejecutivo nacional de Izquierda Joven, la organización juvenil de los Demócratas de Izquierda (DS), de la que fue elegido presidente nacional en marzo de 2007. En octubre del mismo año, fue elegido miembro de la Asamblea Nacional Constituyente del Partido Democrático (PD); en febrero de 2008, Walter Veltroni, secretario general del PD, lo nombró miembro del comité nacional de Jóvenes Demócratas, con el encargo de fomentar la nueva organización juvenil del partido. A los 25 años de edad, fue elegido como concejal de su ciudad natal, Potenza, siendo delegado de urbanismo desde 2009 a 2010. El 9 de noviembre de 2009 fue elegido secretario regional del PD en Basilicata.
En las primarias de 2012 para elegir al candidato de centroizquierda a la presidencia del Consejo de Ministros, apoyó a Pier Luigi Bersani. Fue el coordinador de las primarias del PD para las elecciones generales de 2013 y se presentó candidato a la Cámara de Diputados como cabeza de lista de su partido en la circunscripción electoral de Basilicata, logrando ser elegido. El 19 de marzo de 2013 se convirtió en el jefe del grupo parlamentario del PD en la Cámara de Diputados, con 200 votos a favor; dimitió el 15 de abril de 2015, al discrepar sobre la decisión del Gobierno Renzi de pedir al Parlamento un voto de confianza sobre la nueva ley electoral.
El 20 de abril de 2017 abandonó el PD junto a otros miembros de la corriente minoritaria, entre ellos el exsecretario general Pier Luigi Bersani, en desacuerdo con la línea del secretario general Matteo Renzi. Cinco días después, junto a Arturo Scotto, Enrico Rossi y Pier Luigi Bersani, fundó Artículo Uno, integrado por exparlamentarios del PD y de Izquierda Italiana (SI); Speranza fue elegido coordinador nacional del nuevo partido. En las elecciones generales de 2018 fue elegido diputado en la circunscripción electoral de la Toscana con la coalición Libres e Iguales. Tras ser reelegido coordinador nacional de Artículo Uno el 22 de julio de 2018, el 7 de abril de 2019 se volvió secretario general del partido.
El 4 de septiembre de 2019 fue nombrado ministro de Salud en el Segundo Gobierno Conte, siendo reconfirmado el 13 de febrero de 2021 por el Gobierno Draghi. Durante su actividad en el Ministerio de Salud, tuvo que afrontar la pandemia de COVID-19, decretando la emergencia sanitaria nacional el 30 de enero de 2020.
En una asamblea nacional de delegados, celebrada en Nápoles el 10 de junio de 2023, Speranza declaró la disolución del partido Artículo Uno para volver a unirse al Partido Democrático, ya dirigido por Elly Schlein.

## Obras
- (2020). Perché guariremo: Dai giorni più duri a una nuova idea di salute. Milán: Feltrinelli. ISBN 9788858841860.